# Angry Birds Go!
Angry Birds Go! là một trò chơi đua xe 3D. Đây là trò chơi 3D thứ 2 trong chuỗi trò chơi Angry Birds, sau Angry Birds Rio 2.
Khác so với các trò chơi Angry Birds cổ điển thông thường, trò chơi này là một trò chơi đua xe.

## Yêu cầu tải xuống trò chơi
Trò chơi bao gồm cả dữ liệu truyền dẫn(80MB) + mã hoá file save đối với file không phải của các cửa hàng hệ thống(10MB - dành cho file tải ra ngoài) + bộ nhớ trò chơi và phí cài đặt bằng bộ nhớ tải xuống (60MB - cho bộ nhớ điện thoại + số USB còn lại và 48MB - cho thẻ nhớ trong và SD)

## Địa hình đua xe trong game
Angry birds go có tất cả 6 đường đua( 1 đường đua phải mở khóa bằng tiền thật)
1 • Seedway  
2 • Rocky road
3 • Sub zero
4 • Air
5 • Sun stunt
6 • Jenga(mở khóa bằng tiền thật)

### Cách mở khoá character
Bạn cần phải đua xe thắng nhân vật đó 3 lần. Mỗi lần đua, tốc độ sẽ nhanh hơn và khó hơn nên bạn cần nâng cấp xe của mình. 

### Character
```
-Red(Seedway). Bạn sẽ có nhân vật này miễn phí khi chơi game lần đầu tiên

-Stella(Seedway)

-Bomb(Seedway)
```

-The Blues(Rocky road)
-King pig(Rocky road)
-Terrence(Rocky road)
-Bubble(Air)
-Matilda(Air)
-Foreman Pig(Air)
-Hal(Sun stunt)
-Coporal pig(Sun stunt)
-Chuck(Sun stunt)
-Sub zero và Jenga không có mở khoá character

### Đơn vị tiền tệ
-Coin: Dùng để nâng cấp xe
-Gem: Dùng để mua vật phẩm hỗ trợ trong đường đua và mua xe có sức mạnh và tốc độ cao hơn hoặc nâng cấp xe khi không đủ tiền. Bạn có thể mua gem bằng tiền thật